# Menslage
Menslage est une commune allemande de l'arrondissement d'Osnabrück, Land de Basse-Saxe.

## Géographie
Menslage se situe au nord du Artland, à proximité du Münsterland oldenbourgeois. Le petit Hase traverse son territoire d'est en ouest.
| Löningen        |            | Essen (Oldenburg)     |
| Herzlake/Dohren | Menslage   | Quakenbrück/Badbergen |
| Berge           | Kettenkamp | Nortrup               |

## Histoire
Menslage est mentionné pour la première fois en 1188. Ses premiers habitants seraient des moines installés durant le règne de Charlemagne.

## Jumelages
- Gietrzwałd (Pologne).

## Personnalités liées à la commune
- Friedrich Wachhorst de Wente (1863-1939), homme politique.
- Margarete zur Bentlage (1891-1954), écrivain.

## Source, notes et références
- (de) Cet article est partiellement ou en totalité issu de l’article de Wikipédia en allemand intitulé « Menslage » (voir la liste des auteurs).